# Maciek Froński
 (septembre 2016).
Maciek Froński (né à Gliwice le 25 novembre 1973) est un poète polonais et traducteur de la poésie anglaise, russe, italienne et française.  
Il a publié deux recueils de poèmes: Rozpoznanie bojem (2006) et Poezja spokoju moralnego (2008). Ses sept traductions ont été publiées dans l'anthologie de la poésie italienne du XIIIe siècle Przed Petrarką. Il a traduit vers le polonais des poèmes de Michel Houellebecq. Ses trente-six traductions ont été publiées dans le livre sur un écrivain et poète russe, Ivan Bounine, Iwan Bunin. Wciąż smutno wierzę w swoje szczęście...
Maciek Froński est juriste de profession. Il a publié des articles sur le droit international, le tourisme et l'archéologie. Il vit à Katowice.  

## Œuvres
- (pl) Rozpoznanie bojem, Nowa Ruda, Mamiko, 2006
- (pl) Poezja spokoju moralnego, Cracovie, Kolory, 2008, 45 p. (ISBN 978-83-61610-00-7)
- (pl) Efekt zimnej wody, Brzeg, Stowarzyszenie Żywych Poetów, coll. « Faktoria », 2016, 61 p. (ISBN 978-83-61381-85-3)